# Télétel

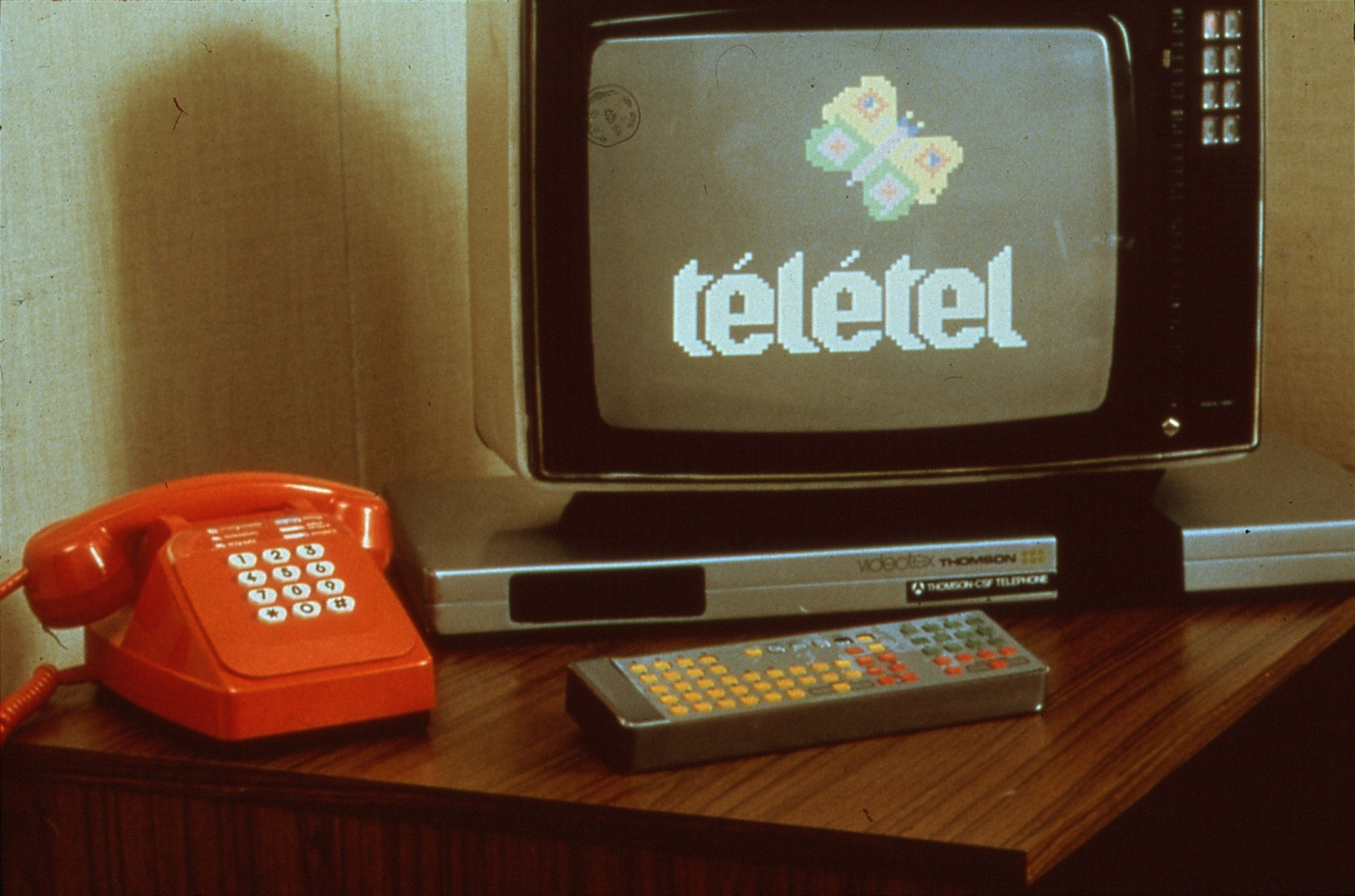
Terminal Télétel à Vélizy en 1980.

Télétel est le nom du réseau informatique français utilisé par le Minitel.
Il est basé sur Transpac, le réseau de commutation de paquets X.25 de France Télécom.
L'accès au réseau Télétel se fait sans abonnement supplémentaire pour les clients de France Télécom. La connexion est facturée à la durée. Les coûts de connexion apparaissaient sur la facture de la ligne téléphonique.
En pratique, l'utilisateur accède au réseau via son point d'accès Vidéotex (ou PAVI) de rattachement, en composant un numéro de téléphone particulier (36-13, 36-14, 36-15, etc.). Dès que le numéro de téléphone particulier est détecté, le commutateur téléphonique est mis en relation à un commutateur spécial E10.5/PAVI, qui sont répartis sur tout le territoire national. Dans la terminologie X.25, ce sont des PAD (Packet assembler/disassembler). Après composition d'un code de service, le réseau Transpac met l'utilisateur en relation avec le serveur souhaité.
Le commutateur E10.5/PAVI appartient à la grande famille 1000-E10 des commutateurs téléphoniques fabriqués par Alcatel, mais il a été adapté à la norme X.25. 
En France, le dernier commutateur E10.5/PAVI a été arrêté après l'arrêt du Minitel, en 2012.